# Ruth Glowa-Burkhardt
Ruth Glowa-Burkhardt (* 8. August 1918 in Mücka, Oberlausitz; † 12. April 1971 in Dresden) war eine deutsche Opernsängerin (Sopran). Seit 1948 wirkte sie an der Sächsischen Staatsoper Dresden.

## Leben
Ruth Glowa begann ihr Studium in Dresden und setzte es während der Kriegsjahre im Konservatorium in Straßburg fort. Sie kehrte 1942 zurück in die Oberlausitz und spielte am Stadttheater Görlitz, bis es 1944 kriegsbedingt geschlossen wurde. Nach dem Krieg nahm sie dort 1945 ihr Engagement wieder auf. Sie wechselte 1948 nach Dresden, wo sie an der Sächsischen Staatsoper vor allem im lyrisch-dramatischen Fach deutscher und italienischer Opern wirkte. Gastspiele führten sie an die Staatsoper Berlin, das Opernhaus Leipzig sowie ins vorwiegend sozialistische Ausland.
Seit 1959 war Glowa-Burkhardt Mitglied des Bezirkstages Dresden. Sie lehrte in den sechziger Jahren an der Hochschule für Musik, an der sie Prorektorin war.
Am 12. Januar 1963 wurde Ruth Glowa-Burkhardt der Kunstpreis der DDR verliehen.
Glowa-Burkhardt wohnte in Dresden unter anderem im Seitengebäude der Grützner-Villa (Bautzner Straße) und in der Wolfshügelstraße auf dem Weißen Hirsch. Sie starb am 12. April 1971 in Dresden und wurde auf dem Dresdner Waldfriedhof Weißer Hirsch beerdigt.

## Rollen
Ihr Repertoire umfasste unter anderem die „Barbarina“ in Mozarts Hochzeit des Figaro, die „Aida“ in Verdis gleichnamiger Oper, „Floria Tosca“ in Puccinis Tosca, Sopranstimmen in Puccinis Madama Butterfly, die „Marie“ in Donizettis Regimentstochter, die „Fiordiligi“ in Mozarts Così fan tutte, die „Konstanze“ in Die Entführung aus dem Serail, die „Königin der Nacht“ in der Zauberflöte und die „Tatjana“ in Tschaikowskis Eugen Onegin.